# Alpinia bambusifolia
Alpinia bambusifolia là một loài thực vật có hoa trong họ Gừng. Loài này được C.F.Liang & D.Fang mô tả khoa học đầu tiên năm 1978.